# 飯淳
飯 淳（いい あつし、1965年9月15日 - ）は、日本のゲームクリエイター。名前の読み方を捩った、E.JUNという名義を使うこともある。

## 略歴
愛媛県出身。早稲田大学理工学部中退後、ゲーム雑誌『ポプコム』のライターを経て、グローディアで『エメラルドドラゴン』のシナリオとゲームデザインを担当し、一躍注目を浴びる。その後、設立から参加したライトスタッフでは数々の作品を担当。やがてフリーランスとなり、メディアワークス、角川書店を経てピラミッドを設立。取締役と制作本部企画部部長を兼任した後、2011年3月に退社してBBQ Black Bandit Q Limitedの代表に就任した。2017年にBBQを退社し、2018年にはLive WireのCOOに就任したが1年足らずで退社。2019年にはディライトワークスのプロデューサーになったが2021年9月に退社。現在は2023年1月に株式会社 AI Frog Interactiveで取締役に就任している。

## 代表作

### ゲーム
- エメラルドドラゴン：シナリオ、ゲームデザイン
- アルシャーク：シナリオ、ゲームデザイン
- フィーンドハンター：シナリオ
- 聖夜物語：シナリオ
- ロードス島戦記 邪神降臨：企画、監督
- データカードダス ドラゴンボールZ：ゲームデザイン
- データカードダス ドラゴンボールZ2：ゲームデザイン
- 勇者死す。：プロデュース
- パタポン：ディレクター
- パタポン2 ドンチャカ♪：ディレクター
- パタポン3：ディレクター
- NAtURAL DOCtRINE：ディレクター

### 小説
- エイナスファンタジーストーリーズ アヴァタークの魔剣
- テクノデビル戦記